# کیتلین فیتزجرالد
کِیتلین فیتزجرالد (انگلیسی: Caitlin Fitzgerald؛ زادهٔ ۱۹۸۳/۱۹۸۲) یک فیلم‌ساز و هنرپیشه اهل ایالات متحده آمریکا است.

## زندگی شخصی
او در کَمدن در شهرستان ناکس، مین بزرگ شد و مدتی در آکادمی سلطنتی هنرهای دراماتیک تحصیل کرد. در سال ۲۰۲۱ پس از سال‌ها دوستی پنهانی با ایدن ترنر ازدواج کرد.. این دو یک پسر دارند و در خانه‌ای قرن هجدهمی در شرق لندن زندگی می‌کنند.

## گزیدهٔ آثار

### سینما
- پیچیده است (۲۰۰۹)
- بزرگسالان مبتدی (۲۰۱۴)
- تمام آرزوهای من (۲۰۱۷)
- نمایش (۲۰۱۷)

### تلویزیون
- کارشناسان سکس (۲۰۱۵–۲۰۱۳)
- دختر سخن‌چین (۲۰۱۱)
- قانون و نظم: واحد قربانیان ویژه (۲۰۰۸)